# Die graue Galeere
Die graue Galeere (Originaltitel: Odio mortale; Alternativtitel: Die Ritter der grauen Galeere – Tod dem Verräter!) ist ein italienischer Abenteuerfilm von Franco Montemurro aus dem Jahr 1962.

## Handlung
Im Jahr 1660 wird der Weltmacht Spanien die Herrschaft über Florida von französischen Truppen streitig gemacht, indem diese das Fort Carolina besetzen. Während der Neujahrsfeierlichkeiten gelingt es den Spaniern das Fort mit einem Überraschungsangriff zurückzuerobern. Dabei behilflich ist ihnen der Verräter Dominique De Gourges, der auch den französischen Gouverneur hinterrücks ersticht und für seine Taten von den Spaniern mit dem freigewordenen Gouverneursposten belohnt wird. André, der beste Freund des Gouverneurs, muss mit dessen kleiner Tochter Solange fliehen.
15 Jahre später ist André unter dem Namen Ruiz der Anführer einer Piratenbande geworden, zu der auch Solange gehört. Derweil ist der unbeliebte De Gourges durch die andauernden Angriffe der Piraten auf seine Truppen so zermürbt geworden, dass er einen Fluchtplan zu schmieden beginnt. Er tut sich mit den Engländern zusammen, die ihm Schutz gewähren wollen, wenn er ihnen eine bald eintreffende, mit Gold beladene, spanische Karavelle verschafft. Als das Goldschiff im Hafen liegt, werden etliche Schwerverbrecher aus dem Gefängnis unter Führung von De Gourges’ Vertrauten Kapitän Herrera hinauf geschmuggelt. Sie haben den Auftrag es im Gegenzug für ihre Entlassung auf offener See zu kapern, sodass es so aussieht als ob die Engländer dahinter stecken. Die Piraten bekommen jedoch Wind von dem Unterfangen und verhelfen dem spanischen Kapitän Carlos zu seinem Schiff zurück, wodurch sie zu Verbündeten werden.
Gemeinsam segeln sie nach Fort Carolina zurück, wo Kapitän Carlos vorgibt den Überfall überlebt zu haben. Bei Nacht, als das Fest der heiligen Carolina im Gange ist, lässt Carlos die Zugbrücke des Forts herunter, das sogleich von Ruiz und seinen Männern erstürmt wird. Der mit Ruiz’ Führungsstil unzufriedene Pirat Real hatte die List jedoch an De Gourges verraten, was den in eine Falle getappten Angreifern große Verluste beschert. Sie können sich trotzdem gegen die Spanier behaupten. Dem zur Flucht gezwungenen De Gourges fällt aber Solange in die Hände, die im Tausch gegen das Goldschiff ihre Freiheit zurückerhalten soll sobald er im sicheren England angekommen ist.
Carlos kapert inzwischen das englische Schiff mit dem sich De Gourges treffen wollte und eilt Ruiz zu Hilfe, der heimlich auf dem Goldschiff geblieben war, um Solange zu befreien. In einem letzten Kampf rechnet Ruiz blutig mit De Gourges ab.

## Erstausstrahlung
Die graue Galeere startete am 21. September 1962 in den italienischen Kinos. In die Kinos der Bundesrepublik Deutschland kam der Film am 18. Oktober 1963.

## Synchronisation
Die deutsche Bearbeitung erfolgte durch die Internationale Film-Union GmbH Remagen. Das Dialogbuch schrieb Helmut Harun. Die Regie übernahm Horst H. Roth.
| Darsteller      | Rolle                | deutscher Sprecher |
| --------------- | -------------------- | ------------------ |
| Aldo Bufi Landi | Kapitän Carlos       | Helmo Kindermann   |
| Renato Baldini  | Dominique De Gourges | Alf Marholm        |
| Amedeo Nazzari  | Ruiz/André Leboeuf   | Niels Clausnitzer  |

## Kritik
Für das Lexikon des internationalen Films war Die graue Galeere ein „(k)ümmerlicher Abenteuerfilm mit entsprechenden Darstellerleistungen“.